# Gatunek kosmopolityczny

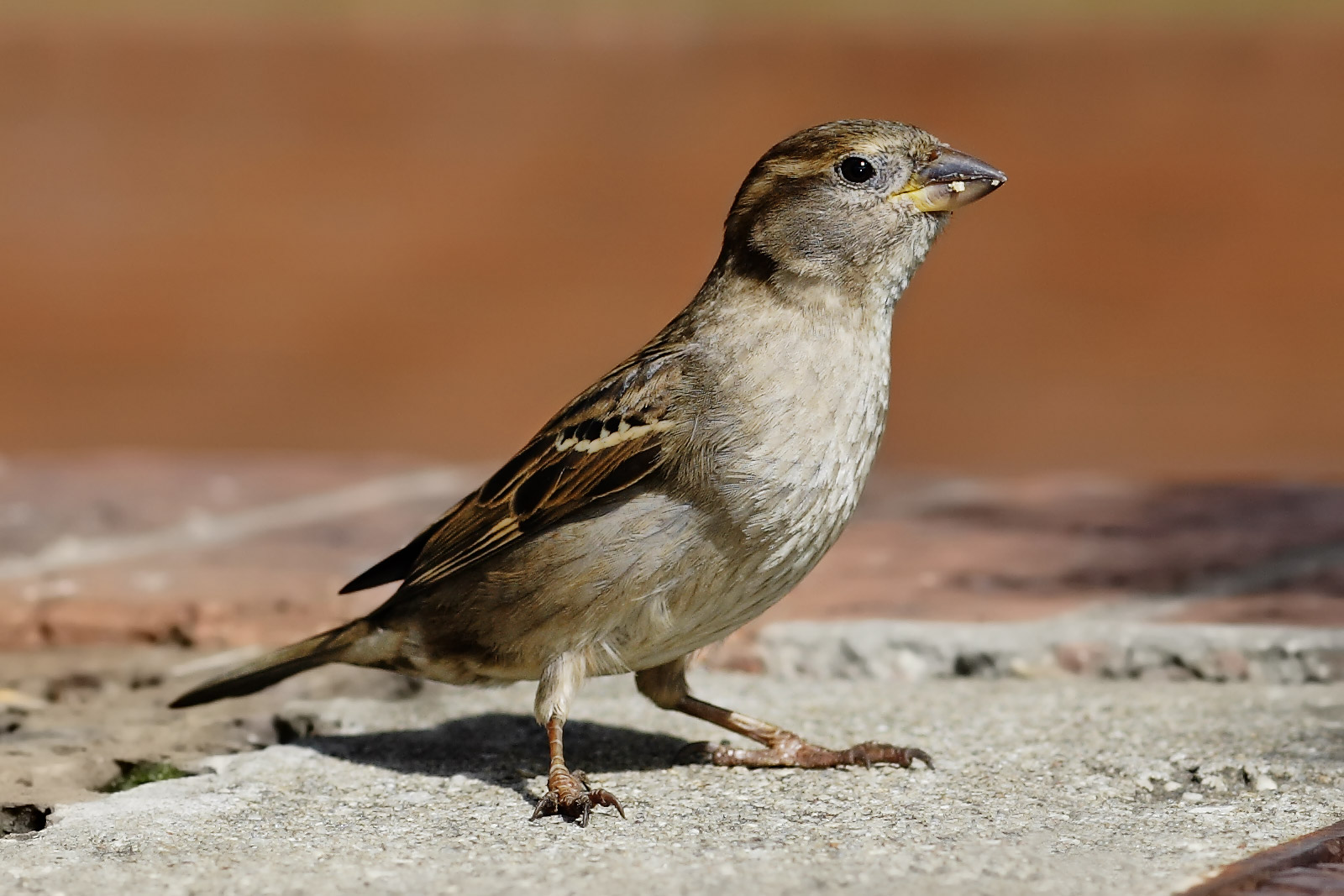
Wróbel zwyczajny – przykład kosmopolitycznego ptaka

Gatunek kosmopolityczny (organizm kosmopolityczny) – gatunek o bardzo szerokim zasięgu geograficznym, obejmującym wiele stref klimatycznych i stref ekologicznych. Wiele gatunków uzyskało ten status w wyniku działalności człowieka – zostały przezeń zawleczone w miejsca, w których w innym przypadku by nie występowały (np. szczury, mucha domowa, pchły). Określenie „kosmopolityczny” w przypadku organizmów dotyczyć może też taksonów wyższych od gatunku. 
Przykładem organizmów kosmopolitycznych wśród roślin są rodzaje: jaskier (Ranunculus), rzęsa (Lemna) i wiechlina (Poa). Z rodzajów zwierząt wymienić można omułki (Mytilus). Wśród ptaków z rodziny burzykowatych (Procellariidae) na 91 gatunków 56 jest kosmopolitycznych; w rodzinie gołębiowatych na 335 gatunków 128 ma zasięg kosmopolityczny. U sów przykładem może być płomykówka zwyczajna (Tyto alba).